# Großer Preis von Südafrika 1984
Der Große Preis von Südafrika 1984 (offiziell XVIII National Panasonic Grand Prix of South Africa) fand am 7. April auf dem Kyalami Grand Prix Circuit in Midrand statt und war das zweite Rennen der Formel-1-Weltmeisterschaft 1984.

## Berichte

### Hintergrund
Nach weniger als sechs Monaten fand wieder ein Großer Preis von Südafrika statt, da das Rennen 1983 ausnahmsweise am Ende der Saison stattgefunden hatte. Das Teilnehmerfeld war im Vergleich zum Großen Preis von Brasilien zwei Wochen zuvor unverändert.

### Training
Nelson Piquet sicherte sich die Pole-Position vor Keke Rosberg, Nigel Mansell und Patrick Tambay. Alain Prost teilte sich die dritte Startreihe mit Teo Fabi. Es folgten Elio de Angelis und Niki Lauda.
Während des Warm-Ups vor dem Rennen ereignete sich ein schwerer Unfall. Piercarlo Ghinzani kam mit seinem Osella FA1F von der Strecke ab. Der Einschlag in die Leitplanken war derart heftig, dass der Wagen in zwei Teile gerissen wurde. Diese schleuderten zurück auf die Strecke, wo sich das auslaufende Benzin entzündete. Ghinzani erlitt leichte Brandverletzungen an den Händen, blieb ansonsten jedoch unverletzt. Da er auf die Teilnahme am Rennen verzichten musste, konnte der eigentlich nicht qualifizierte Thierry Boutsen in die Startaufstellung nachrücken.

### Rennen
Als Prosts Wagen in der Startaufstellung nicht ansprang, rannte der Franzose in die Boxengasse, bestieg das T-Car und nahm das Rennen unerlaubterweise zu früh damit auf. Am Ende der Runde steuerte er die Boxengasse wieder an, da der Start aufgrund eines Motorproblems am Wagen von Nigel Mansell abgebrochen worden war. Beim zweiten Startversuch ging Prost regulär aus der Boxengasse ins Rennen.
Mansell gelang der beste Start, sodass er vor Piquet in Führung gehen konnte. Da er jedoch nach wenigen Metern erneut mit technischen Problemen zu kämpfen hatte, wurde er vom gesamten Feld überholt. Rosberg übernahm daraufhin die Spitzenposition, verlor sie jedoch im zweiten Umlauf an Piquet.
In der dritten Runde zog Fabi an Rosberg vorbei. Dieser folgte vor Lauda, Derek Warwick und Tambay. Der zu diesem Zeitpunkt auf dem 16. Rang fahrende Ayrton Senna verlor einen Teil seiner Frontverkleidung und des daran befestigten Flügels, was ihn jedoch nicht daran hinderte, das Rennen nahezu unbeeindruckt fortzusetzen.
In Runde vier übernahm Lauda den dritten Rang von Rosberg. Warwick holte zwar ebenfalls rasch auf den Finnen auf, schaffte es jedoch aufgrund seiner geringeren Motorleistung nicht, auf der langen Start-Ziel-Geraden vorbeizuziehen.
Kurz nachdem Lauda in der zehnten Runde den bis dato Zweitplatzierten Fabi überholt hatte, steuerte dieser die Box an, um neue Reifen montieren zu lassen. Gleiches tat in der 21. Runde auch Piquet, wodurch Lauda in Führung gelangte. Vom vierten Rang, auf den Piquet durch seinen Boxenstopp zurückgefallen war, kämpfte er sich innerhalb von vier Runden wieder bis auf die zweite Position nach vorn, schied jedoch in der 29. Runde aufgrund eines Turboladerschadens aus.
Nachdem alle Piloten an der Spitze ihre Boxenstopps erledigt hatten, lag Lauda weiterhin in Führung. Ihm folgte Prost vor Jacques Laffite, Michele Alboreto und Tambay. In der 60. Runde schied Laffite aus, woraufhin Tambay, der zuvor Alboreto überholt hatte, den dritten Rang einnahm. Da Tambay ähnlich wie zwei Wochen zuvor in Brasilien aufgrund von Kraftstoffmangel ausfiel, belegte letztendlich sein Teamkollege Warwick den dritten Platz hinter den beiden McLaren-Piloten. Hinter Riccardo Patrese und Andrea de Cesaris erzielte Senna trotz des defekten Frontflügels seinen ersten WM-Punkt.

## Meldeliste
| Team                            | Nr. | Fahrer             | Chassis         | Motor                       | Reifen |
| ------------------------------- | --- | ------------------ | --------------- | --------------------------- | ------ |
| MRD International               | 01  | Nelson Piquet      | Brabham BT53    | BMW M12/13 1.5 L4t          | M      |
| MRD International               | 02  | Teo Fabi           | Brabham BT53    | BMW M12/13 1.5 L4t          | M      |
| Tyrrell Racing Organisation     | 03  | Martin Brundle     | Tyrrell 012     | Ford Cosworth DFY 3.0 V8    | G      |
| Tyrrell Racing Organisation     | 04  | Stefan Bellof      | Tyrrell 012     | Ford Cosworth DFY 3.0 V8    | G      |
| Williams Grand Prix Engineering | 05  | Jacques Laffite    | Williams FW09   | Honda RA163-E 1.5 V6t       | G      |
| Williams Grand Prix Engineering | 06  | Keke Rosberg       | Williams FW09   | Honda RA163-E 1.5 V6t       | G      |
| Marlboro McLaren International  | 07  | Alain Prost        | McLaren MP4/2   | TAG/Porsche TTE PO1 1.5 V6t | M      |
| Marlboro McLaren International  | 08  | Niki Lauda         | McLaren MP4/2   | TAG/Porsche TTE PO1 1.5 V6t | M      |
| Skoal Bandit Formula 1 Team     | 09  | Philippe Alliot    | RAM 02          | Hart 415T 1.5 L4t           | P      |
| Skoal Bandit Formula 1 Team     | 10  | Jonathan Palmer    | RAM 01          | Hart 415T 1.5 L4t           | P      |
| John Player Team Lotus          | 11  | Elio de Angelis    | Lotus 95T       | Renault EF4 1.5 V6t         | G      |
| John Player Team Lotus          | 12  | Nigel Mansell      | Lotus 95T       | Renault EF4 1.5 V6t         | G      |
| Team ATS                        | 14  | Manfred Winkelhock | ATS D7          | BMW M12/13 1.5 L4t          | P      |
| Équipe Renault Elf              | 15  | Patrick Tambay     | Renault RE50    | Renault EF4 1.5 V6t         | M      |
| Équipe Renault Elf              | 16  | Derek Warwick      | Renault RE50    | Renault EF4 1.5 V6t         | M      |
| Barclay Nordica Arrows BMW      | 17  | Marc Surer         | Arrows A6       | Ford Cosworth DFV 3.0 V8    | G      |
| Barclay Nordica Arrows BMW      | 18  | Thierry Boutsen    | Arrows A6       | Ford Cosworth DFV 3.0 V8    | G      |
| Toleman Group Motorsport        | 19  | Ayrton Senna       | Toleman TG183B  | Hart 415T 1.5 L4t           | P      |
| Toleman Group Motorsport        | 20  | Johnny Cecotto     | Toleman TG183B  | Hart 415T 1.5 L4t           | P      |
| Spirit Racing                   | 21  | Mauro Baldi        | Spirit 101B     | Hart 415T 1.5 L4t           | P      |
| Benetton Team Alfa Romeo        | 22  | Riccardo Patrese   | Alfa Romeo 184T | Alfa Romeo 890T 1.5 V8t     | G      |
| Benetton Team Alfa Romeo        | 23  | Eddie Cheever      | Alfa Romeo 184T | Alfa Romeo 890T 1.5 V8t     | G      |
| Osella Squadra Corse            | 24  | Piercarlo Ghinzani | Osella FA1F     | Alfa Romeo 890T 1.5 V8t     | P      |
| Ligier Loto                     | 25  | François Hesnault  | Ligier JS23     | Renault EF4 1.5 V6t         | M      |
| Ligier Loto                     | 26  | Andrea de Cesaris  | Ligier JS23     | Renault EF4 1.5 V6t         | M      |
| Scuderia Ferrari SpA SEFAC      | 27  | Michele Alboreto   | Ferrari 126C4   | Ferrari 031 1.5 V6t         | G      |
| Scuderia Ferrari SpA SEFAC      | 28  | René Arnoux        | Ferrari 126C4   | Ferrari 031 1.5 V6t         | G      |

## Klassifikationen

### Qualifying
| Pos. | Fahrer             | Konstrukteur        | Qualifikationstraining 1 | Qualifikationstraining 1 | Qualifikationstraining 2 | Qualifikationstraining 2 | Start |
| Pos. | Fahrer             | Konstrukteur        | Zeit                     | Ø-Geschwindigkeit        | Zeit                     | Ø-Geschwindigkeit        | Start |
| ---- | ------------------ | ------------------- | ------------------------ | ------------------------ | ------------------------ | ------------------------ | ----- |
| 01   | Nelson Piquet      | Brabham-BMW         | 1:05,280                 | 226,324 km/h             | 1:04,871                 | 227,750 km/h             | 01    |
| 02   | Keke Rosberg       | Williams-Honda      | 1:05,127                 | 226,855 km/h             | 1:05,058                 | 227,096 km/h             | 02    |
| 03   | Nigel Mansell      | Lotus-Renault       | 1:05,792                 | 224,562 km/h             | 1:05,125                 | 226,862 km/h             | 03    |
| 04   | Patrick Tambay     | Renault             | 1:05,588                 | 225,261 km/h             | 1:05,339                 | 226,119 km/h             | 04    |
| 05   | Alain Prost        | McLaren-TAG-Porsche | 1:06,576                 | 221,918 km/h             | 1:05,354                 | 226,067 km/h             | 05    |
| 06   | Teo Fabi           | Brabham-BMW         | 1:05,923                 | 224,116 km/h             | 1:07,236                 | 219,739 km/h             | 06    |
| 07   | Elio de Angelis    | Lotus-Renault       | 1:06,305                 | 222,825 km/h             | 1:05,953                 | 224,014 km/h             | 07    |
| 08   | Niki Lauda         | McLaren-TAG-Porsche | 1:06,238                 | 223,050 km/h             | 1:06,043                 | 223,709 km/h             | 08    |
| 09   | Derek Warwick      | Renault             | 1:06,056                 | 223,665 km/h             | 1:06,491                 | 222,202 km/h             | 09    |
| 10   | Michele Alboreto   | Ferrari             | 1:07,404                 | 219,192 km/h             | 1:06,323                 | 222,764 km/h             | 10    |
| 11   | Jacques Laffite    | Williams-Honda      | 1:07,142                 | 220,047 km/h             | 1:06,762                 | 221,300 km/h             | 11    |
| 12   | Manfred Winkelhock | ATS-BMW             | 1:06,974                 | 220,599 km/h             | 1:07,417                 | 219,149 km/h             | 12    |
| 13   | Ayrton Senna       | Toleman-Hart        | 1:07,657                 | 218,372 km/h             | 1:06,981                 | 220,576 km/h             | 13    |
| 14   | Andrea de Cesaris  | Ligier-Renault      | 1:09,132                 | 213,713 km/h             | 1:07,245                 | 219,710 km/h             | 14    |
| 15   | René Arnoux        | Ferrari             | 1:07,514                 | 218,835 km/h             | 1:07,345                 | 219,384 km/h             | 15    |
| 16   | Eddie Cheever      | Alfa Romeo          | 1:07,704                 | 218,220 km/h             | 1:07,993                 | 217,293 km/h             | 16    |
| 17   | François Hesnault  | Ligier-Renault      | 1:09,909                 | 211,338 km/h             | 1:07,787                 | 217,953 km/h             | 17    |
| 18   | Riccardo Patrese   | Alfa Romeo          | 1:08,399                 | 216,003 km/h             | 1:08,042                 | 217,136 km/h             | 18    |
| 19   | Johnny Cecotto     | Toleman-Hart        | 1:09,892                 | 211,389 km/h             | 1:08,298                 | 216,323 km/h             | 19    |
| 20   | Piercarlo Ghinzani | Osella-Alfa Romeo   | 1:10,829                 | 208,593 km/h             | 1:09,609                 | 212,248 km/h             | DNS   |
| 21   | Mauro Baldi        | Spirit-Hart         | 1:10,450                 | 209,715 km/h             | 1:09,923                 | 211,295 km/h             | 20    |
| 22   | Jonathan Palmer    | RAM-Hart            | keine Zeit               | –                        | 1:10,383                 | 209,914 km/h             | 21    |
| 23   | Philippe Alliot    | RAM-Hart            | keine Zeit               | –                        | 1:10,619                 | 209,213 km/h             | 22    |
| 24   | Marc Surer         | Arrows-Ford         | 1:12,227                 | 204,555 km/h             | 1:11,808                 | 205,749 km/h             | 23    |
| 25   | Stefan Bellof      | Tyrrell-Ford        | 1:12,322                 | 204,286 km/h             | 1:12,022                 | 205,137 km/h             | 24    |
| 26   | Martin Brundle     | Tyrrell-Ford        | 1:12,233                 | 204,538 km/h             | 1:12,453                 | 203,917 km/h             | 25    |
| 27   | Thierry Boutsen    | Arrows-Ford         | 1:12,326                 | 204,275 km/h             | 1:12,274                 | 204,422 km/h             | 26    |

### Rennen
| Pos. | Fahrer             | Konstrukteur        | Runden | Stopps | Zeit        | Start | Schnellste Runde |
| ---- | ------------------ | ------------------- | ------ | ------ | ----------- | ----- | ---------------- |
| 01   | Niki Lauda         | McLaren-TAG-Porsche | 75     | 1      | 1:29:23,430 | 08    | 1:09,666         |
| 02   | Alain Prost        | McLaren-TAG-Porsche | 75     | 1      | + 1:05,950  | 05    | 1:08,961         |
| 03   | Derek Warwick      | Renault             | 74     | 2      | + 1 Runde   | 09    | 1:09,526         |
| 04   | Riccardo Patrese   | Alfa Romeo          | 73     | 1      | + 2 Runden  | 18    | 1:11,385         |
| 05   | Andrea de Cesaris  | Ligier-Renault      | 73     | 1      | + 2 Runden  | 14    | 1:12,510         |
| 06   | Ayrton Senna       | Toleman-Hart        | 72     | 0      | + 3 Runden  | 13    | 1:12,124         |
| 07   | Elio de Angelis    | Lotus-Renault       | 71     | 2      | + 4 Runden  | 07    | 1:10,150         |
| 08   | Mauro Baldi        | Spirit-Hart         | 71     | 0      | + 4 Runden  | 20    | 1:13,267         |
| 09   | Marc Surer         | Arrows-Ford         | 71     | 1      | + 4 Runden  | 23    | 1:14,090         |
| 10   | François Hesnault  | Ligier-Renault      | 71     | 0      | + 4 Runden  | 17    | 1:13,054         |
| 11   | Michele Alboreto   | Ferrari             | 70     | 0      | DNF         | 10    | 1:11,828         |
| 12   | Thierry Boutsen    | Arrows-Ford         | 70     | 0      | + 5 Runden  | 26    | 1:14,906         |
| –    | Patrick Tambay     | Renault             | 66     | 2      | DNF         | 04    | 1:08,877 (64.)   |
| –    | Jacques Laffite    | Williams-Honda      | 60     | 0      | DNF         | 11    | 1:11,790         |
| –    | Manfred Winkelhock | ATS-BMW             | 53     | 3      | DNF         | 12    | 1:12,527         |
| –    | Keke Rosberg       | Williams-Honda      | 51     | 1      | DNF         | 02    | 1:10,600         |
| –    | Nigel Mansell      | Lotus-Renault       | 51     | 0      | DNF         | 03    | 1:11,825         |
| –    | René Arnoux        | Ferrari             | 40     | 0      | DNF         | 15    | 1:11,421         |
| –    | Nelson Piquet      | Brabham-BMW         | 29     | 1      | DNF         | 01    | 1:10,132         |
| –    | Johnny Cecotto     | Toleman-Hart        | 26     | 0      | DNF         | 19    | 1:12,523         |
| –    | Philippe Alliot    | RAM-Hart            | 24     | 0      | DNF         | 22    | 1:14,943         |
| –    | Jonathan Palmer    | RAM-Hart            | 22     | 0      | DNF         | 21    | 1:14,927         |
| –    | Teo Fabi           | Brabham-BMW         | 18     | 1      | DNF         | 06    | 1:10,345         |
| –    | Eddie Cheever      | Alfa Romeo          | 04     | 0      | DNF         | 16    | 1:14,046         |
| DSQ  | Martin Brundle     | Tyrrell-Ford        | 71     | 0      | + 4 Runden  | 25    | 1:13,578         |
| DSQ  | Stefan Bellof      | Tyrrell-Ford        | 59     | 0      | DNF         | 24    | 1:12,421         |

Anmerkungen
1. 1 2  Aufgrund von Verstößen gegen das Reglement wurden das Team Tyrrell sowie die Fahrer Brundle und Bellof im September 1984 rückwirkend für die gesamte Saison 1984 disqualifiziert. Zudem wurde dem Team die Teilnahme an den letzten drei Rennen des Jahres untersagt.

## WM-Stände nach dem Rennen
Die ersten sechs des Rennens bekamen 9, 6, 4, 3, 2 bzw. 1 Punkt(e). In der Fahrerwertung wurden die besten elf Resultate, in der Konstrukteurswertung alle Resultate gewertet.

### Fahrerwertung
| Pos. | Fahrer            | Konstrukteur        | Punkte |
| ---- | ----------------- | ------------------- | ------ |
| 01   | Alain Prost       | McLaren-TAG-Porsche | 15     |
| 02   | Niki Lauda        | McLaren-TAG-Porsche | 9      |
| 03   | Keke Rosberg      | Williams-Honda      | 6      |
| 04   | Elio de Angelis   | Lotus-Renault       | 4      |
| 05   | Derek Warwick     | Renault             | 4      |
| 06   | Eddie Cheever     | Alfa Romeo          | 3      |
| 07   | Riccardo Patrese  | Alfa Romeo          | 3      |
| 08   | Patrick Tambay    | Renault             | 2      |
| 09   | Andrea de Cesaris | Ligier-Renault      | 2      |
| 10   | Thierry Boutsen   | Arrows-Ford         | 1      |
| 11   | Ayrton Senna      | Toleman-Hart        | 1      |
| 12   | Marc Surer        | Arrows-Ford         | 0      |
| 13   | Jonathan Palmer   | RAM-Hart            | 0      |
| 14   | Mauro Baldi       | Spirit Hart         | 0      |

| Pos. | Fahrer             | Konstrukteur      | Punkte |
| ---- | ------------------ | ----------------- | ------ |
| 15   | François Hesnault  | Ligier-Renault    | 0      |
| 16   | Michele Alboreto   | Ferrari           | 0      |
| –    | Nigel Mansell      | Lotus-Renault     | 0      |
| –    | Nelson Piquet      | Brabham-BMW       | 0      |
| –    | Teo Fabi           | Brabham-BMW       | 0      |
| –    | René Arnoux        | Ferrari           | 0      |
| –    | Piercarlo Ghinzani | Osella-Alfa Romeo | 0      |
| –    | Philippe Alliot    | RAM-Hart          | 0      |
| –    | Johnny Cecotto     | Toleman-Hart      | 0      |
| –    | Jacques Laffite    | Williams-Honda    | 0      |
| –    | Manfred Winkelhock | ATS-BMW           | 0      |
| DSQ  | Martin Brundle     | Tyrrell-Ford      | 2      |
| DSQ  | Stefan Bellof      | Tyrrell-Ford      | 0      |

### Konstrukteurswertung
| Pos. | Konstrukteur        | Punkte |
| ---- | ------------------- | ------ |
| 01   | McLaren-TAG-Porsche | 24     |
| 02   | Williams-Honda      | 6      |
| 03   | Alfa Romeo          | 6      |
| 04   | Renault             | 5      |
| 05   | Lotus-Renault       | 4      |
| 06   | Ligier-Renault      | 2      |
| 07   | Arrows-Ford         | 1      |
| 08   | Toleman-Hart        | 1      |

| Pos. | Konstrukteur      | Punkte |
| ---- | ----------------- | ------ |
| 09   | RAM-Hart          | 0      |
| 10   | Spirit-Hart       | 0      |
| 11   | Ferrari           | 0      |
| –    | Brabham-BMW       | 0      |
| –    | Osella-Alfa Romeo | 0      |
| –    | ATS-BMW           | 0      |
| DSQ  | Tyrrell-Ford      | 2      |

Anmerkungen
1. ↑  Tyrrell wurde im September 1984 wegen Reglementverstoßes aus der Weltmeisterschaft ausgeschlossen; Auslöser waren verbotene Wassertanks, die nach jedem Grand Prix befüllt wurden und auf diese Weise für ein Untergewicht während der Rennen sorgten.